# CITY (はっぴいえんどのアルバム)
『CITY ⁄ HAPPY END BEST ALBUM』（シティ はっぴいえんど ベスト・アルバム）は、1973年9月1日に発売されたはっぴいえんど通算1作目のベスト・アルバム。

## 解説
ベルウッドからリリースされたスタジオ・アルバム最終作『HAPPY END』のほか、URCからリリースされた『はっぴいえんど』『風街ろまん』の2枚からも選曲された、グループの歴史を俯瞰する内容のベスト・アルバム。再編によるラスト・ライヴ『CITY-Last Time Around』開催のタイミングに合わせてリリースされた。併せて、アルバムと同じく矢吹申彦によるイラストレーションをカヴァーに使用したソング・ブックも、新興楽譜出版から発売された。
「はいからはくち」は、「12月の雨の日」とともにシングルとしてのリリースのためにレコーディングされたものの未発表のままとなっていたテイクで、小坂忠がコーラスで参加。後に再レコーディングされ、シングルとして発売された「12月の雨の日 / はいからはくち」のカップリングに収録されたものとは異なるが、モビー・グレープの作品を下敷きにした点が共通するリズム・アレンジによるシャッフル・スタイルの作品。後に細野晴臣が「僕らが一番得意だった。松本が生き生きしている。このシャッフルは松本とモビー・グレープ以外に出来ない」と語った演奏で、このスタイルは後に大瀧のファースト・ソロ・アルバム『大瀧詠一』収録曲「ウララカ」に受け継がれていった。その一方、『風街ろまん』ではストレートなロック・ヴァージョンに変化した。こうしたアレンジの改変ははっぴいえんどではしばしば行われ、『CITY-Last Time Around』のステージで披露された作品のいくつかもアレンジが改められていた。「12月の雨の日」はファースト・アルバム『はっぴいえんど』収録のオリジナル・アルバム・ヴァージョン。「かくれんぼ」は、ファースト・アルバム『はっぴいえんど』収録曲の、1971年の中津川フォークジャンボリーでのライヴ・ヴァージョンで、本作が初出。

## アートワーク
ジャケットはゲートフォールド仕様。内側のメンバー・フォトは、アルバム『HAPPY END』レコーディングに同行した雑誌『ヤングギター』編集長の山本隆士が、レコーディングの合間に滞在先のロスアンゼルスで撮影したもの。

## 収録曲

### SIDE 1
1. はいからはくち *
作詞：松本隆、作曲：大瀧詠一
2. 風をあつめて[注釈 3] *
作詞：松本隆、作曲：細野晴臣
3. 抱きしめたい[注釈 3] *
作詞：松本隆、作曲：大瀧詠一
4. 12月の雨の日[注釈 2] *
作詞：松本隆、作曲：大瀧詠一
5. 氷雨月のスケッチ[注釈 1]
作詞：松本隆、作曲：鈴木茂
6. 風来坊[注釈 1]
作詞・作曲：細野晴臣

### SIDE 2
1. 花いちもんめ[注釈 3] *
作詞：松本隆、作曲：鈴木茂
2. 夏なんです[注釈 3] *
作詞：松本隆、作曲：細野晴臣
3. 飛べない空[注釈 2] *
作詞・作曲：細野晴臣
4. 春よ来い[注釈 2]
作詞：松本隆、作曲：大瀧詠一
5. さよなら通り3番地[注釈 1]
作詞：松本隆、作曲：鈴木茂
6. かくれんぼ
作詞：松本隆、作曲：大瀧詠一

## クレジット
| はっぴいえんど                                       |
| 細野晴臣                                             |
| 大瀧詠一                                             |
| 松本隆                                               |
| 鈴木茂                                               |
|                                                      |
| Produced & Edited by はっぴいえんど                  |
| Design & Art-direction by 矢吹申彦                   |
| * from master tape of Art Music Publishing Co., Ltd. |

## Bellwood 40th Anniversary Collection

### 解説
2012年、ベルウッド・レコードの元プロデューサー三浦光紀総監修のもと、“Bellwood 40th Anniversary Collection”として通常のプラケース仕様（全40タイトル）にてリイシュー。併せて、“Bellwood 40th Anniversary Collection 40周年特別企画 紙ジャケコレクション”（全11タイトル）としても、HRカッティングによる完全限定プレス盤にてリリースされた。

### 収録曲
1. はいからはくち  –  (2:38)[2][3]
2. 風をあつめて  –  (4:07)[2][3]
3. 抱きしめたい  –  (3:35)[2][3]
4. 12月の雨の日  –  (3:30)[2][3]
5. 氷雨月のスケッチ  –  (3:08)[2][3]
6. 風来坊  –  (3:34)[2][3]
7. 花いちもんめ  –  (4:01)[2][3]
8. 夏なんです  –  (3:15)[2][3]
9. 飛べない空  –  (2:50)[2][3]
10. 春よ来い  –  (4:21)[2][3]
11. さよなら通り3番地  –  (3:16)[2][3]
12. かくれんぼ  –  (6:10)[2][3]

### クレジット
| リイシュー・スタッフ                                                        |
| 総監修 : 三浦光紀 / 補監修 : 小倉エージ / 新規解説編集 : 山田順一           |
| リマスタリング・エンジニア : 田中浩路（JVC Mastering Center）               |
| リプロダクト・デザイン : アプローチ / デザイン・コーディネーター : 山下淳一 |
| A&R : 宮田克己、本田丈和                                                    |
|                                                                             |
| 解説 : 小倉エージ                                                           |